# Lira turecka
Lira turecka – jednostka monetarna Turcji i uznawanego jedynie przez Turcję Cypru Północnego.
Od 1 stycznia 2005 do 31 grudnia 2008 była zastąpiona przez nową lirę. Kod ISO 4217 waluty Turcji to „TRY”, kod numeryczny 949 2 (przed 1.01.2005 używany był kod „TRL”).

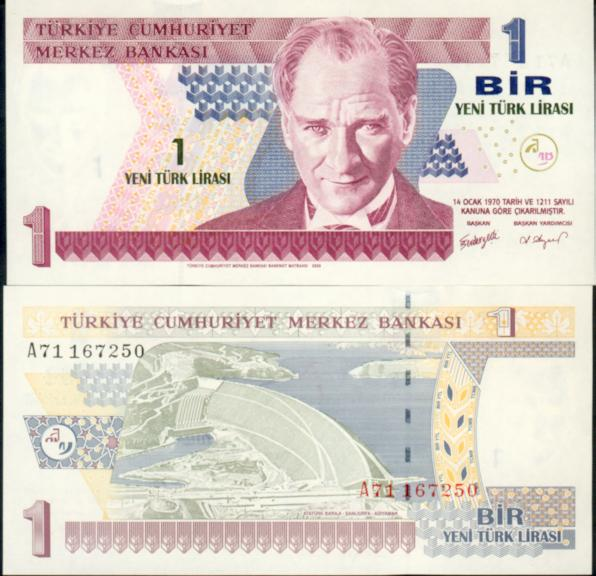
Banknot o nominale 1 liry z wizerunkiem Mustafy Kemala Atatürka